# Amphidiscophora
Die Amphidiscophora (alternative Schreibweise Amphidiscophorida) sind eine Unterklasse der Glasschwämme (Hexactinellida) innerhalb des Stammes der Schwämme (Porifera).

## Merkmale
Die Amphidiscophora besitzen Skelettnadeln (Sklerite) wie bei allen Glasschwämmen aus amorphem wasserhaltigem Siliciumdioxid (biogener Opal). Die größere Sklerengruppe (Megaskleren) sind in der Grundform Hexactine (Merkmal der Hexactinellida). Die kleinere Gruppe dieser Sklerite, die Mikroskleren, bestehen bei allen Vertretern dieses Taxons aus sogenannten Amphidiscen. Sie stellen die Apomorphie des Taxons dar. Bei den meisten Arten bilden die großen Nadeln, die Megaskleren ein engmaschiges Skelett.

## Verhalten und Stoffwechsel
Alle Glasschwämme sind unbeweglich mit dem Seeboden verwachsen und zeigen aus diesem Grund keine wirklichen Verhaltensmuster. Der Schwamm ernährt sich von mikroskopischen Organismen und organischem Detritus, den er aus dem ihn durchströmenden Wasser filtert oder durch die „Zucht“ von Mikroorganismen im Gewebe.

## Lebensraum
Glasschwämme sind weltweit in allen Ozeanen verbreitet und leben vor allem in größeren Meerestiefen.

## Systematik
Die Amphidiscophora werden in drei Ordnungen unterteilt:
- Ordnung †Reticulosa Reid, 1958 mit den Unterordnungen:
  - Unterordnung †Protospongioidea Finks, 1960
  - Unterordnung †Dierespongioidea Rigby, 1976
  - Unterordnung †Dictyospongioidea Hall & Clarke, 1899
  - Unterordnung †Hintzespongioidea Finks, 1983
- Ordnung †Hemidiscosa Schrammen, 1924
- Ordnung Amphidiscosida Schrammen, 1924
  -     - Familie †Pattersoniidae Miller, 1889
    - Familie †Pelicaspongiidae Rigby, 1970
    - Familie †Stiodermatidae Finks, 1960
    - Familie Hyalonematidae Gray, 1857
    - Familie Monorhaphididae Ijima, 1927
    - Familie Pheronematidae Gray, 1870